# 辻清明 (陶芸家)
辻 清明（つじ せいめい、本名読み：つじ きよはる、1927年1月4日 - 2008年4月15日）は、日本の陶芸家。名誉都民。父・清吉、母・とみ。4人きょうだいの末子。陶芸家の辻輝子は姉。日本犬研究家の斎藤弘吉は義兄。妻の辻協、子の辻文夫、甥の辻厚成、大甥の辻厚志はすべて陶芸家。
骨董や古美術を愛好した父の辻清吉と、その父を頻繁に訪れる古美術商の影響で、幼少の頃から焼物に惹かれ、学校へはほとんど行かずに陶芸を学んだ。父にせがんで初めて買ってもらったのが、雄鶏をいただき透かし彫りのある野々村仁清作「色絵雄鶏香炉」だった（戦火で焼失）。
東京都多摩市に窯を築き、信楽の土を使った焼締を中心に作陶。「明る寂び」と呼ばれる美意識の表現を目指した。近年は帝京大学文学部史学科岡部昌幸ゼミによる茶会が年に数回行われている。
2017年（平成29年）9月15日から11月23日には没後10年を記念して、東京国立近代美術館工芸館にて「陶匠 辻󠄀清明の世界 - 明る寂びの美」が開催された。

## 来歴
- 1927年（昭和2年）1月4日 - 東京府荏原郡（現・東京都世田谷区）に生まれる。
- 1941年（昭和16年） - 姉・輝子とともに辻󠄀陶器研究所を設立し、倒焰式窯を築く。この頃から富本憲吉や板谷波山のもとで学ぶ。
- 1963年（昭和38年） - アメリカ合衆国・ホワイトハウスに『緑釉布目板皿』（りょくゆうぬのめいたざら）を収蔵。
- 1965年（昭和40年） - アメリカ・インディアナ大学美術館に『信楽自然釉壺』（しがらきしぜんゆうつぼ）を所蔵。
- 1973年（昭和48年） - イタリア・ファエンツァ陶芸博物館に『茶碗』を収蔵。
- 2001年（平成13年） - ドイツ・ハンブルクダヒトアホール美術館開催の日本現代陶芸展に招待出品。
- 2006年（平成18年） - 東京都名誉都民に推挙される。
- 2008年（平成20年）4月15日 - 肝臓がんのため逝去。81歳没

## 編著書
- 『趣味のやきもの作り』（編） 徳間書店〈リビングライブラリー〉、1963年
- 『ぐいのみ』 保育社〈カラーブックス〉、1976年
- 『辻󠄀清明器蒐集』 文化出版局、1982年
- 『肴と器と』（辻協共著、郡栄司写真） 講談社、1985年
- 『焱に生きる 辻清明自伝』 日本経済新聞社、1996年
- 『辻󠄀清明折々の古器 我が奔放コレクション人生』 世界文化社、1999年
- 『陶芸家・辻󠄀清明の眼 作品とコレクション 愛知県陶磁資料館コレクション』 愛知県陶磁資料館、2010年
- 『独歩 辻󠄀清明の宇宙』（藤森武写真） 清流出版、2010年